# Hrabstwo Cloud

Piramida wieku hrabstwa

Hrabstwo – hrabstwo położone w USA w stanie Kansas z siedzibą w mieście Concordia. Założone 27 marca 1867 roku.

## Miasta
- Concordia
- Clyde
- Glasco
- Miltonvale
- Jamestown
- Simpson
- Aurora

## Sąsiednie Hrabstwa
- Hrabstwo Republic
- Hrabstwo Washington
- Hrabstwo Clay
- Hrabstwo Ottawa
- Hrabstwo Mitchell
- Hrabstwo Jewell

## Drogi główne
- U.S. Route 81
- Concordia
- Belleville
- Salina
- U.S. Route 24
- Clay CenterBeloit
- K-9
- K-28
- K-189
- K-194